# OwnCloud
ownCloud es una aplicación de software libre del tipo Servicio de alojamiento de archivos, que permite el almacenamiento en línea y aplicaciones en línea (cloud computing). ownCloud puede ser instalado dentro de un servidor que disponga de una versión reciente de PHP (mayor o igual a 5.6) y soporte de SQLite (base de datos por defecto), MySQL o PostgreSQL.

## Historia
El proyecto fue lanzado en enero de 2010 por Frank Karlitschek, un desarrollador del proyecto KDE, con el objetivo de dar a los usuarios el control de sus datos en la nube. ownCloud formó parte de la comunidad KDE pero luego se independizó.
El 13 de diciembre de 2011 fue creada una entidad comercial fundada bajo el proyecto ownCloud. Dicha sociedad es una alternativa a las soluciones propuestas por Dropbox o Box.net, poniendo mucho énfasis en la flexibilidad y la seguridad. ownCloud es una alternativa libre a las soluciones privadas presentes en el mercado.
En abril de 2016 Karlitschek abandonó la sociedad ownCloud Inc.
En octubre de 2018 fue anunciada una asociación con ONLYOFFICE. La integración con ONLYOFFICE hace posible el acceso y la edición colaborativa de los formatos de archivo de Microsoft Office desde el frontend de ownCloud en tiempo real. 

## Funcionalidades
ownCloud gestiona servidores en la nube, le permite a los usuarios crear uno desde cero. Usa la licencia AGPL adecuada para este tipo de software de red. Entre sus funcionalidades se destacan:
- Sincronización de archivos entre diversos equipos informáticos.
- Almacenamiento seguro (cifrado de archivos).
- Compartimiento de archivos entre usuarios o grupos.
- Administración de Usuarios (permisos: solo lectura o lectura y escritura).
- Lector de música en línea.
- Servidor de archivos WebDAV.
- Calendario (permite la sincronización CalDAV).
- Administración de contactos (CardDAV).
- Editor de texto en línea (propone la coloración sintáctica).
- Visor de documentos en línea (PDF, OpenDocument).
- Galería de imágenes, que permite la visualización y la clasificación en álbumes.
- Administración de favoritos.
- Control de Versiones de archivos.
- Gestor de Papelera (recuperación de archivos o eliminación permanente).

## Requerimientos
Requiere tener instalado el servidor web Apache y el lenguaje php5.